# Bogdan Skwarka
Bogdan Roman Skwarka (ur. 28 maja 1958 w Puławach) – polski urzędnik państwowy, prawnik i kontroler Najwyższej Izby Kontroli, w latach 1997–2001 szef Kancelarii Senatu.

## Życiorys
W 1983 ukończył studia na kierunkach prawo i administracja na Wydziale Prawa i Administracji Uniwersytetu Warszawskiego. W latach 1983–1989 pracował w Instytucie Rozwoju Wsi i Rolnictwa Polskiej Akademii Nauk. Przez rok studiował prawo rolne na Uniwersytecie w Paryżu w ramach stypendium rządu Francji. Po powrocie obronił doktorat w Instytucie Państwa i Prawa PAN. Współautor m.in. komentarza do ustawy o Najwyższej Izbie Kontroli i publikacji dotyczących tej instytucji. Odbył staże zagraniczne m.in. w Brukseli, Strasburgu, Waszyngtonie i Ottawie.
Od 1989 zatrudniony doradca Krajowej Rady NSZZ Rolników Indywidualnych „Solidarność”, następnie jako doradca ministra. Od 1990 kierował biurem ds. wsi w Kancelarii Prezydenta RP. Od 1991 zatrudniony w ramach Kancelarii Senatu jako dyrektor Biura Prawnego i Biura Legislacyjnego. W latach 1997–2001 sprawował funkcję jej dyrektora. Następnie rozpoczął pracę w Najwyższej Izbie Kontroli, został też kierownikiem aplikacji kontrolerskiej. Szefował Departamentowi Prawnemu i Orzecznictwa Kontrolnego, od grudnia 2006 do grudnia 2007 był dyrektorem generalnym tej instytucji. Od grudnia 2013 jest Dyrektorem Departamentu Administracji Publicznej NIK.
Odznaczony Krzyżem Kawalerskim (2004) i Oficerskim (2014) Orderu Odrodzenia Polski.